# 도미닉 키어네세
도미닉 키어네세(Dominic Chianese, 1931년 2월 24일 ~ )는 미국의 배우이다.

## 출연 작품
- 위험한 패밀리 (2013) - 비니 카프레제 역
- 파퍼씨네 펭귄들 (2011)
- 어드리프트 인 맨해탄 (2007)
- 위험한 관계 (2004)
- 언페이스풀 (2002)
- 소프라노스 (1999)
- 슬램 (1998)
- 맨하탄에 밤이 오면 (1997)
- 더 마우스 (1996)
- 로미오 그리고 줄리엣 (1996)
- 고티 (1996)
- 친구와 애인 사이 (1996)
- 뉴욕 광시곡 (1996)
- 더 컨텐더스 (1993)
- 그 남자의 방 그 여자의 집 (1993)
- 법과 질서 (1990)
- 로스트 카포네 (1990)
- 사랑과 슬픔의 맨하탄 (1990)
- 암흑가의 투캅스 (1981)
- 모두에게정의를 (1979)
- 핑거스 (1978)
- 모두가 대통령의 사람들 (1976)
- 뜨거운 오후 (1975)
- 대부 2 (1974)